# Dodge Avenger
Pour les articles homonymes, voir Avenger.
La Dodge Avenger est un véhicule de la marque Dodge. Il s'agit d'abord d'un coupé de 1995 à 2000, puis d'une berline familiale de 2007 à 2014.

## Dodge Avenger Coupe (1995-2000)
Produite sous la forme d'un coupé deux portes en Amérique du Nord, la Dodge Avenger a été commercialisée de 1995 à 2000 dans le but de succéder à la Dodge Daytona, dont la commercialisation a pris fin en 1993. L'Avenger, ainsi que son clone Chrysler Sebring, est construite par la Diamond Star Motors (DSM), une entreprise commune entre le groupe Chrysler et Mitsubishi Motors, sur une nouvelle version de la plate-forme Mitsubishi Galant. Chrysler a par la suite vendu sa participation au capital de Mitsubishi en 1993 et Diamond-Star Motors a été renommé Mitsubishi Motors Manufacturing America (MMMA) le 1er juillet 1995. Ainsi, les coupés Avenger et Sebring construits de 1994 à 1996 ont tous deux des marquages DSM dans les compartiments moteur.
L'Avenger a été construite sur un empattement de 2 634 mm et utilise un moteur à quatre cylindres en ligne de 2,0 L (le moteur 420A de Chrysler) ou un V6 de 2,5 L conçu par Mitsubishi, soit les mêmes moteurs présents sur la Chrysler Stratus. Le quatre cylindres est couplé à une boite de vitesse manuelle à cinq vitesses ou à une automatique à quatre vitesses. Le moteur V6 n'était disponible qu'avec cette boite automatique. L'Avenger comporte une suspension à double triangulation entièrement indépendante et une direction à pignon et crémaillère à vitesse variable. 
L'Avenger a été arrêtée en 2000 et remplacée par le coupé Dodge Stratus en 2001.

### Évolutions
En 1995, deux versions sont disponibles, le modèle d'entrée de gamme Highline et l'ES. L'ES ajoute plusieurs options, notamment les phares antibrouillard et l'ABS.
En 1996, le V6 voit sa puissance passer de 157 ch (116 kW) à 165 ch (122 kW), et son couple de 217 N m à 230 N m.

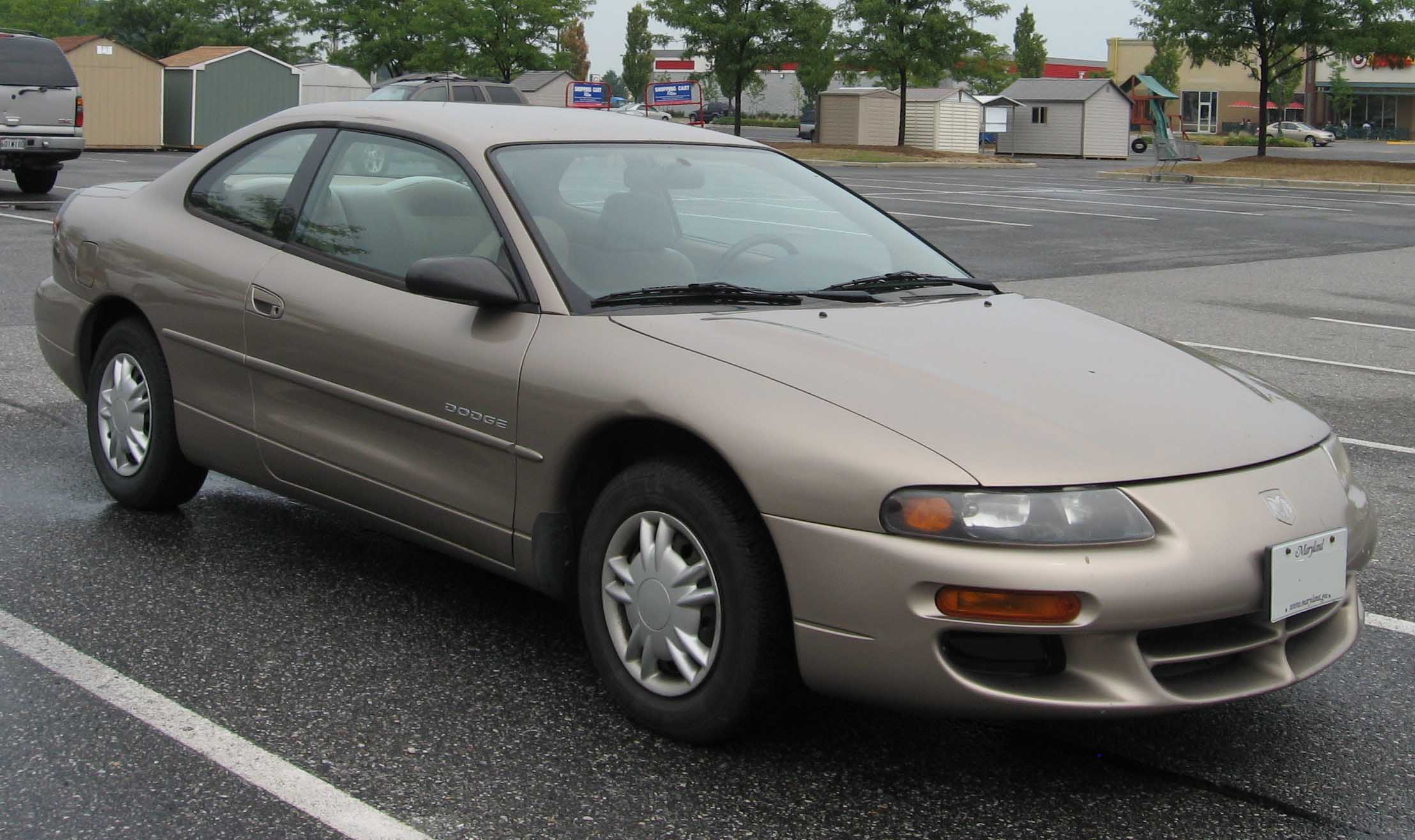
Dodge Avenger de deuxième phase.

En 1997, le pare-chocs avant, le coffre et le pare-chocs arrière sont modifiés; la plaque d'immatriculation est déplacée depuis le couvercle de coffre vers le pare-chocs arrière. Les roues de 16 pouces sont proposées de série. 
En 1999, des airbags conducteur et passager avant de nouvelle génération sont ajoutés, ainsi qu'une nouvelle couleur extérieure: Shark Blue. Le moteur V6 et la transmission automatique sont de série sur tous les modèles en milieu d'année, ainsi que plusieurs options.
En 2000, le V6 en boite automatique est de série sur toutes les Avenger, et l'ABS devient une "option" pour les modèles ES. Le moteur quatre cylindres a ainsi été abandonné cette même année. Les modèles Base s'équipent d'un régulateur de vitesse et de freins à disque aux 4 roues. Les coupés ES ont désormais l'intérieur cuir de série, la centralisation à distance et le siège conducteur à réglage électrique.

### Finitions
- Modèle de base "Highline" (V6, parmi d'autres options, de série en 2000)
- ES, ne proposant que le V6 en boite automatique[5].

À partir de 1997, une finition Sport a été mise à disposition sur le modèle Base. Cette finition comprend notamment des roues de 16 pouces et un becquet de coffre.

N'ayant jamais été un véhicule très vendu, l'Avenger a été abandonnée en 2000 et remplacée par le coupé Dodge Stratus pour 2001. Ce modèle a également été fabriqué dans l'ancienne usine Diamond Star par Mitsubishi, en utilisant la plate-forme et l'architecture de l'Eclipse, bien que la berline Stratus ait été conçue et construite par Chrysler.

## Dodge Avenger berline (2007-2014)
La plaque signalétique Dodge Avenger a été réutilisée en février 2007 en tant que berline de l'année modèle 2008 pour remplacer la Dodge Stratus, dont la version coupé avait remplacé l'Avenger d'origine en 2001. Selon certains rapports, l'Avenger, ainsi que la nouvelle Chrysler Sebring, partage une plate-forme DaimlerChrysler/Mitsubishi Motors appelée JS qui utilisait la Mitsubishi GS comme point de départ. Le moteur de base dans les versions SE et SXT était un quatre cylindres en ligne naturellement aspiré "World Engine" GEMA de 2,4 L, une coentreprise entre DaimlerChrysler, Mitsubishi et Hyundai. Les moteurs supplémentaires comprenaient un V6 de 2,7 L en option dans la SXT et un V6 de 3,5 L standard dans le niveau de finition R/T. Outre le "World Engine" de 2,4 L et les V6, les véhicules d'exportation étaient proposés avec le "World Engine" de 2,0 L atmosphérique, ainsi qu'un moteur diesel turbocompressé (Pumpe-Düse) de 2,0 L fourni par Volkswagen. En tant que modèle de 2008, la Dodge Avenger est arrivée dans les salles d'exposition en février 2007.
Les caractéristiques de la nouvelle Avenger comprennent des porte-gobelets chauffants/refroidissants en option ainsi que la nouvelle "Chill Zone" de Dodge, une fonctionnalité qui est fournie en standard sur tous les modèles d'Avenger, qui peut stocker jusqu'à quatre canettes de 35 cl dans la boîte à gants et les refroidir à 4 °C.
Comme son compagnon de course le Dodge Journey, l'extérieur de l'Avenger a été conçu par Ryan Nagode de Chrysler. L'intérieur a été conçu par Ben S. Chang.
L'Avenger a remplacé la Charger en tant que voiture de Dodge en NASCAR en 2007 pour les courses de Car of Tomorrow. Elle a remporté sa première victoire avec l'ancien pilote de Formule 1 Juan Pablo Montoya sur le Toyota/Save Mart 350 2007 à l'Infineon Raceway.
L'Avenger a été officiellement dévoilée au Mondial de l'Automobile de Paris le 28 septembre 2006 en tant que concept car. Il s'agit du premier modèle de la marque dans le segment D en Europe (commercialisation en mai 2007) et était vendue au Royaume-Uni, comblant ainsi une lacune dans la gamme Chrysler laissée par la disparition de la Neon quatre ans plus tôt. Elle a également été lancée en Australie, mais seulement avec le moteur de 2,4 L. Le modèle de 2007-2014 s'est largement vendu en Nouvelle-Zélande.
Au Royaume-Uni, elle a été abandonnée, bien que les ventes se soient poursuivies en république d'Irlande et en Europe occidentale jusqu'à la fin de 2009 à la suite du rachat par Fiat du groupe Chrysler. Cette nouvelle version a continué avec les niveaux de finition SE, SXT et n'est pas badgée de la même manière que les versions nord-américaines ou sud-américaines. Cette berline de taille moyenne concurrence entre autres la Chevrolet Malibu et la Ford Mondeo, avec la Chrysler Sebring de 2007 et plus visant les voitures américaines plus chères telles que la Mercury Milan, la Pontiac G6 et la Saturn Aura.
Aux États-Unis, l'Avenger a été lancée avec une publicité télévisée de 30 secondes, "Tuned Up", qui a fait ses débuts le dimanche 4 mars 2007 pendant le hockey de la NHL, une publicité dans laquelle un technicien de laboratoire découvre qu'il peut jouer « Smoke on the Water » de Deep Purple sur la transmission de l'Avenger. Un autre spot télévisé comparait l'Avenger a un véhicule de "super-héros" pour Monsieur tout le monde, représentant un conducteur pilotant son Avenger à travers des rues et des ruelles ressemblant à celles de Gotham, parlant au système de divertissement MyGig dans des tons rappelant Batman, pour arriver à la maison, entrer dans un garage pour deux voitures et ouvrir la porte arrière à un enfant endormi dans le siège arrière.
Sous son look sportif, il s'agit avant tout d'une familiale. La Dodge Avenger est basée sur la plate-forme, des Chrysler Sebring, Citroen C-Crosser, Peugeot 4007, Mitsubishi Lancer et Mitsubishi Outlander.

### Révisions
Dans l'année modèle 2009, comme sur les modèles Caliber, Charger, Grand Caravan, Journey et Nitro, l'insigne "AVENGER" à gauche du coffre a été poussé vers la droite pour faire de la place à l'insigne "DODGE" à gauche.

### Changements pour 2011
Pour 2011, l'Avenger a reçu sa première révision majeure depuis sa réintroduction en 2008. Les modifications extérieures incluent une tôle légèrement révisée avec une nouvelle calandre en croix affichant le nouveau logo Dodge dans le coin inférieur droit de la calandre, une conception de coupe du pare-chocs plus élégante et des feux arrière combinés à LED standard. Les changements intérieur sont plus visibles avec un tableau de bord entièrement repensés avec un écran de navigation/centre multimédia de 17 cm en option. Des plastiques au toucher doux et de meilleure qualité pour le tableau de bord, les portes et les panneaux de garniture remplacent les anciens matériaux, qui étaient critiqués pour leur mauvaise qualité d'ajustement et de finition, ainsi que pour être désagréables au toucher. Les sièges bénéficient d'un meilleur amorti et d'un rembourrage de qualité supérieure. Des combinaisons de couleurs intérieures bicolores sont disponibles.
Mécaniquement, l'Avenger de 2011 est vendue de série avec le moteur quatre cylindres en ligne GEMA 2,4 L de 175 ch (129 kW) existant, bien qu'il soit désormais associé à une boîte automatique à six vitesses, ainsi que l'option de la précédente transmission à quatre vitesses. Le nouveau V6 Pentastar de 3,6 L, également disponible, génère 287 ch (211 kW) et 350 N m de couple. La suspension a été révisée pour améliorer la maniabilité et la qualité de conduite. Les désignations de niveau de finition ont été remplacées par les modèles Express, Mainstreet, Lux et Heat.
La Dodge Avenger a été classée «berline la plus américaine» par le Made in America Auto Index de 2013 par la Kogod School of Business. La Dodge Avenger a également une note globale de 6,7.

### Finitions
- SE (2007-2009, 2012-2013) : Le niveau de finition "de base" de 2007-2009, puis à nouveau de 2012-2013.
  - Quatre cylindres en ligne GEMA DOHC de 2,4 L avec 16 soupapes et transmission automatique 4 vitesses VVT
- SXT (2007-2010, 2012-2013) : Le niveau de finition "volume" de 2007-2010, puis à nouveau de 2012-2013.
  - Quatre cylindres en ligne GEMA DOHC de 2,4 L avec 16 soupapes et transmission automatique 4 vitesses VVT
  - V6 EER DOHC de 2,7 L avec 24 soupapes et transmission automatique 4 vitesses MPI
  - Quatre cylindres en ligne GEMA DOHC de 2,4 L avec 16 soupapes et transmission automatique 6 vitesses VVT
  - Pentastar de 3,6 L
- SXT Plus (2012) : L'un des niveaux de finition les plus "haut de gamme" en 2012. Arrêté après 2012.
  - V6 Pentastar DOHC de 3,6 L avec 24 soupapes et transmission automatique 6 vitesses MPI
- R/T (2007-2010, 2012-2013) : D'abord le niveau de finition "haut de gamme" de 2007-2010, puis le niveau de finition "performance" de 2012-2013.
  - V6 EGF High Output de 3,5 L avec 24 soupapes et transmission automatique 6 vitesses MPI
  - V6 Pentastar DOHC de 3,6 L avec 24 soupapes et transmission automatique 6 vitesses MPI
- R/T AWD (2007-2009)
  - V6 EGF High Output de 3,5 L avec 24 soupapes et transmission automatique 6 vitesses MPI
- Express (2010-2011) : Remplace la SE comme niveau de finition de base de 2010-2011. Arrêté après 2011.
  - Quatre cylindres en ligne GEMA DOHC de 2,4 L avec 16 soupapes et transmission automatique 4 vitesses MPI
- Mainstreet (2011) : Remplace la SXT comme l'un des niveaux de finition les plus "basiques" en 2011, puis abandonné après 2011.
  - Quatre cylindres en ligne GEMA DOHC de 2,4 L avec 16 soupapes et transmission automatique 6 vitesses MPI
- Lux (2011) : Remplace la SXT Plus comme l'une des niveaux de finition "haut de gamme" en 2011, puis abandonnée après 2011.
  - Quatre cylindres en ligne GEMA DOHC de 2,4 L avec 16 soupapes et transmission automatique 6 vitesses MPI
  - V6 Pentastar DOHC de 3,6 L avec 24 soupapes et transmission automatique 6 vitesses MPI
- Heat (2011) : Remplace la SXT Plus comme l'un des niveaux de finition "haut de gamme" en 2011, puis abandonné après 2011.
  - V6 Pentastar DOHC de 3,6 L avec 24 soupapes et transmission automatique 6 vitesses MPI

### Motorisations

#### Europe
- Essence :
  - 4 cyl. 2,0 L 158 ch (116 kW)
- Diesel :
  - 4 cyl. 2,0 L CRD 142 ch (104 kW)

#### Amérique du Nord
- Essence :
  - 4 cyl. 2,4 L 175 ch (129 kW)
  - V6 2,7 L 189 ch (139 kW) (2007-2010)
  - V6 3,5 L 238 ch (175 kW) (2007-2010)
  - V6 3,6 L Pentastar 283 ch (211 kW) (2010- ).
- E85 :
  - V6 2,7 L 191 ch (140 kW) (2007-2009)

## Ventes

### Amérique du Nord
| Année            | États-Unis | Canada  | Mexique |
| ---------------- | ---------- | ------- | ------- |
| 2007             | 83 804     | 7 067   | 8 091   |
| 2008             | 61 963     |         | 8 525   |
| 2009             | 38 922     | 5 533   | 3 592   |
| 2010             | 50 923     | 3 495   | 3 690   |
| 2011             | 64 023     | 4 680   | 4 147   |
| 2012             | 96 890     | 4 858   | 3 748   |
| 2013             | 93 842     | 7 631   | 3 119   |
| 2014             | 51 705     | 488     |         |
| 2015             | 1 268      | 8       |         |
| 2016             | 45         | N/A     |         |
| 2019             | 1          | N/A     |         |
| Total            | 543 385    | 33 760  | 34 912  |
| Total des ventes | 612 057    | 612 057 | 612 057 |

### France
| Année  | 2007 | 2008 | 2009 | 2010 | Total |
| Ventes | 79   | 196  | 67   | 132  | 474   |

### Sécurité
L'Avenger de 2008 à 2013, également vendue sous le nom de Chrysler Sebring de 2008 à 2010, et la Chrysler 200 de 2011 à 2013, reçoivent une note globale «Bien» sans blessures graves. Dans le test du petit chevauchement, également effectué par l'IIHS, la voiture a reçu une cote globale «Acceptable», en raison de cinématique fictive marginale et de légère intrusion dans l'habitacle. Dans le test latéral, l'Avenger obtient une note «Bien», mais des fractures aux côtes sont possibles pour le conducteur. Dans l'évaluation de la résistance du toit, elle obtient une cote «Bien», ainsi que pour les appuie-tête et les sièges. L'Avenger a remporté le prix « Meilleur choix de sécurité » en 2010, 2011, 2012, 2014 et le prix « Meilleur choix de sécurité+ » pour 2013.

### Arrêt
L'arrêt de la Dodge Avenger a été annoncé par le constructeur début 2014, ainsi que la fin du modèle cabriolet Chrysler 200. Les Avenger de l'année modèle 2014 ont été produites au cours du premier trimestre 2014.

## Sport automobile
Le style de carrosserie de la Dodge Avenger de première génération a été largement utilisé par la National Hot Rod Association, mais a été le plus mis en avant par Darrell Alderman et Scott Geoffrion, lors de leur course de 1994 à 2000, en tant que les Dodge Boys. La voiture a également été utilisée pour les incarnations de 1994 et 1995 de l'International Race of Champions. La tôle de l'Avenger a également été utilisée sur des voitures de course par plusieurs équipes de l'ARCA de 1995 à 2000.
La Dodge Avenger de deuxième génération a été utilisée dans la saison 2007 de la NASCAR Nextel Cup comme modèle Car of Tomorrow de Dodge. En 2008, la CoT de Dodge est redevenue la Charger.